# 양주 옥정리 선돌
양주 옥정리 선돌(楊州 玉井里 선돌)은 대한민국 경기도 양주시 옥정동에 있는 선돌이다. 1995년 8월 7일 경기도의 문화재자료 제89호로 지정되었다.

## 개요
선돌은 길쭉하고 커다란 돌을 약간만 다듬어 마을입구 등에 세워 기념하거나 신앙의 대상물로 삼았던 돌을 이르며, 주로 마을의 경계를 나타내거나, 농사의 풍요를 빌 때 세워 두었다.
옥정리 마을 입구 양 쪽에 자리하고 있는 이 2기의 선돌은 서로 약 200m가량 간격을 두고 떨어져 있는데, 다른 지역의 선돌이 길고 넓적한 것에 비해 이 선돌은 길고 홀쭉하다. 또한 윗부분으로 오를수록 뾰족한 모양을 이루고 있어 독특하다.
선돌이 있는 자리와 현재 마을의 터는 풍수지리적으로 많은 관계가 있을 것으로 짐작되나, 구체적인 건립연대는 알 수 없다.

## 참고 자료
- 양주옥정리선돌 - 국가유산청 국가유산포털